# Giuseppe Ciccimarra
Giuseppe Ciccimarra (Altamura, 12 de maig de 1790 - Venècia, 12 de maig de 1836) fou un tenor italià, estretament associat als rols de Rossini, considerat un dels millors tenors comprimario del seu temps.
Per Rossini, va crear, al Teatro San Carlo de Nàpols, diversos rols, entre elles: Iago a Otello, Goffredo a Armida, Aronne a Mosè in Egitto, Ernesto en Ricciardo e Zoraide, Pilade a Ermione i Condulmiero a Maometto II.
Es va retirar dels escenaris el 1826, i va ensenyar cant i piano a Viena. Entre els seus alumnes hi va haver Josef Tichatschek, creador de Rienzi i Tannhäuser de Wagner, el tenor austríac Heinrich Kreutzer i Sophie Lowe, un dels més famosos cantants d'òpera del seu temps.